# Cratere Qara
Qara  è un cratere sulla superficie di Marte.